# José Ignacio Salafranca Sánchez-Neyra
Pour les articles homonymes, voir Neyra.
José Ignacio Salafranca Sánchez-Neyra, né le 31 mai 1955 à Madrid (Espagne), est un homme politique espagnol. Il est député européen de 1994 à 2014 et depuis le 3 janvier 2017.